# John Polidori
John William Polidori, född 7 september 1795 i London, död 24 augusti 1821 i London, var en italiensk-engelsk författare och läkare, associerad med romantiken genom att ingå i samma litterära kretsar som Lord Byron, Percy Bysshe Shelley, Mary Shelley och Claire Clairmont och inspiratör till vampyrromanen genom novellen The Vampyre (19 sidor). Berättelsen ingår som appendix i Penguin Classics upplaga av Frankenstein.
Polidori var äldste son till Gaetano Polidori, en italiensk politisk flykting och lärd, och Anna Maria Pierce, en guvernant. 1804 inskrevs han vid Ampleforth College, och 1810 vid  University of Edinburgh, där han skrev sin avhandling om sömngång, och vid nitton års ålder, 1815, doktorerade i medicin. Året därefter blev han Lord Byrons läkare, och följde med honom på en utrikesresa till Europa. Byron hyrde Villa Diodati vid Genèvesjön och där möttes de upp av paret Shelley och Claire Clairmont. En kväll, efter en högläsning av Tales of the Dead, föreslog Byron att var och en skulle skriva en spökhistoria. Detta ledde till att Mary Shelley skrev Frankenstein. Byrons förkastade sitt eget eget bidrag, medan Polidoris bidrag till litteraturhistorien var hans spökberättelse.
Polidori utgick från den folkloristiska vampyren i sin berättelse, och baserade sin karaktär på Lord Byron. Som skämt kallade han karaktären "Lord Ruthven"; namnet tog han från Ruthven Glenarvon i Caroline Lambs roman  Glenarvon, som var ett förtäckt porträtt av Byron. Lady Mercer antas vara Caroline Lamb. Polidoris Lord Ruthven var inte bara den första vampyren i engelsk litteratur, utan även den första vampyren såsom den moderna litteraturen känner figuren - en demonisk aristokrat som förtär sin omgivning.
Byron avskedade Polidori, och han begav sig då till Italien och sedan tillbaka till England. Hans berättelse The Vampyre utgavs utan hans medgivande i aprilnumret 1819 av New Monthly Magazine. Den utgavs senare i bokform av Byron tillsammans med hans Fragment of a Novel, vilket ledde till att många trodde att Byron själv skrivit berättelsen. Polidori skrev även en dikt som var inspirerad av Byron, The Fall of the Angels, som utgavs anonymt 1821 strax före hans död.
Tyngd av skulder och depression, avled Polidori i augusti 1821 under oklara omständigheter. Han syster Charlotte sammanställde delar av hans dagbok, som utgavs 1911 med titeln The Diary of John Polidori. Dagboken innehåller en del biografiskt material om Byron och paret Shelley.
En annan syster till Polidori gifte sig med Gabriele Rossetti, varmed John är morbror till Maria Francesca Rossetti, Dante Gabriel Rossetti, William Michael Rossetti och Christina Rossetti, fastän de föddes efter hans död.
Polidori förekommer i flera filmer och berättelser. Hans vampyrkaraktär blev efterbildad av bland andra Charles Nodier (Lord Ruthwen ou les vampires, 1820).